# Чемпіонат Європи з художньої гімнастики 2016
Чемпіонат Європи з художньої гімнастики 2016 пройшов з 17 по 19 червня в місті Холон, Ізраїль, де взяли участь 38 гімнастичних федерацій-учасниць зі своїми юніорами та старшими гімнастками.

## Країни-учасники
Кількість делегацій, які взяли участь на Чемпіонаті Європи.
| - Андорра - Вірменія - Австрія - Азербайджан - Білорусь - Болгарія - Хорватія - Кіпр - Чехія - Естонія - Франція - Фінляндія - Грузія - Німеччина - Велика Британія - Греція - Угорщина - Ізраїль - Італія - Латвія - Литва - Люксембург - Молдова - Нідерланди - Норвегія - Польща - Португалія - Румунія - Росія - Словенія - Сербія - Іспанія - Швейцарія - Словаччина - Швеція - Туреччина - Україна - Чорногорія |

## Медалісти
| Дисципліна         | Золото               | Срібло                | Бронза                  |
| Особиста першість  | Особиста першість    | Особиста першість     | Особиста першість       |
| ------------------ | -------------------- | --------------------- | ----------------------- |
| Абсолютна першість | Яна Кудрявцева (RUS) | Маргарита Мамун (RUS) | Ганна Різатдінова (UKR) |

## Медалісти (групові вправи), сеньйори
| Дисципліна         | Золото         | Срібло         | Бронза         |
| Групові вправи     | Групові вправи | Групові вправи | Групові вправи |
| ------------------ | -------------- | -------------- | -------------- |
| Групова першість   | Росія          | Білорусь       | Ізраїль        |
| 5 стрічок          | Білорусь       | Ізраїль        | Іспанія        |
| 6 булав + 2 обручі | Ізраїль        | Іспанія        | Болгарія       |

## Медалісти (юніори)
| Дисципліна         | Золото                                            | Срібло                                            | Бронза                                             |
| Команда            | Команда                                           | Команда                                           | Команда                                            |
| ------------------ | ------------------------------------------------- | ------------------------------------------------- | -------------------------------------------------- |
| Командна першість  | Росія Аліна Єрмолова Поліна Шматко Марія Сергеєва | Білорусь Юлія Євчик Аліна Гарнасько Юлія Ісаченко | Італія Александра Аджурджукулезе Мілена Балдассарі |
| Особиста першість  |                                                   |                                                   |                                                    |
| Вправа з скакалкою | Аліна Єрмолова (RUS)                              | Юлія Євчик (BLR)                                  | Александра Аджурджукулезе (ITA)                    |
| Вправа з обручем   | Марія Сергеєва (RUS)                              | Ніколь Зелікман (ISR) Аліна Гарнасько (BLR)       | Ніхто не нагороджено                               |
| Вправа з булавами  | Поліна Шматко (RUS)                               | Александра Аджурджукулезе (ITA)                   | Юлія Ісаченко (BLR)                                |
| Вправа з м'ячем    | Поліна Шматко (RUS)                               | Александра Аджурджукулезе (ITA)                   | Ніколь Зелікман (ISR)                              |

## Медальний залік
Host nation
| Місце               | Країна              | Золото | Срібло | Бронза | Загалом |
| ------------------- | ------------------- | ------ | ------ | ------ | ------- |
| 1                   | Росія (RUS)         | 7      | 1      | 0      | 8       |
| 2                   | Білорусь (BLR)      | 1      | 4      | 1      | 6       |
| 3                   | Ізраїль (ISR)*      | 1      | 2      | 2      | 5       |
| 4                   | Італія (ITA)        | 0      | 2      | 2      | 4       |
| 5                   | Іспанія (ESP)       | 0      | 1      | 1      | 2       |
| 6                   | Болгарія (BUL)      | 0      | 0      | 1      | 1       |
| 6                   | Україна (UKR)       | 0      | 0      | 1      | 1       |
| Загалом (7 збірних) | Загалом (7 збірних) | 9      | 10     | 8      | 27      |

## Зовнішні посилання
- Official site
- Starlists
- Rhythmic Gymnastics Results
- Longines Timing